# (42609) Daubechies
(42609) Daubechies est un astéroïde de la ceinture principale aréocroiseur.

## Description
(42609) Daubechies est un astéroïde aréocroiseur. Il présente une orbite caractérisée par un demi-grand axe de 2,36 UA, une excentricité de 0,30 et une inclinaison de 4,8 degrés par rapport à l'écliptique. Il fut découvert le 27 février 1998 par Eric Walter Elst à l'observatoire de La Silla.
Il est nommé d'après Ingrid, baronne Daubechies (née le 7 août 1954 à Houthalen en Belgique), physicienne et mathématicienne belge, naturalisée américaine en 1996.

## Compléments